# Бурундук
Бурунду́к (Tamias) — рід гризунів з родини вивіркових (Sciuridae). Об'єднує невеликих тварин, які мають характерне смугасте забарвлення, за розмірами тіла трохи менші за вивірок, а за способом життя є перехідними між дендрофільними вивірками та наземними ховрахами.

## Зовнішній вигляд
Характерною рисою бурундуків, що відрізняє їх від інших представників родини, є наявність п'яти поздовжніх темних смуг на рудому, пісковому або світло-сірому тлі. При цьому темні відмітини присутні також і на мордочці, а середня темна смуга зі спини заходить на потилицю, що відрізняє бурундуків від ксерусів.
Загальна довжина тіла у різних видів коливається від 16 до 30 см, при цьому 9-15 см припадає на хвіст. Хвіст пухнастий, на решті тіла шерсть більш-менш щільно прилягає до тіла.

## Еволюція та систематика
Родова назва Tamias латиною означає «накопичувач», що віддзеркалює таку рису поведінки, як заготівля істотних запасів до зими. Назва «бурундук» має тюркське походження й прийшло до нас посередництвом російської, зокрема татарською мовою назва сибірського виду (Eutamias sibiricus) — бурундук.
Палеонтологічні, морфологічні та молекулярно-біологічні дані свідчать, що рід бурундук відокремився від інших вивіркових в олігоцені; починаючи з верхнього міоцену в ньому виділились три гілки, які дають початок сучасним підродам Tamias, Eutamias та Neotamias.
Бурундук сибірський (Tamias sibiricus) та американський східний бурундук, відповідно до молекулярно-генетичних досліджень, є більш спорідненими один до одного, ніж до решти 23-х видів, що складають підрід Neotamias; у минулому, з огляду на це, бурундуків навіть поділяли на два окремі роди, Eutamias та Tamias. Загалом, відповідно до прийнятої класифікації роду, наявний в Євразії сибірський бурундук формує монотиповий підрід Eutamias, східний бурундук належить до, також монотипового, підроду Tamias, а решта видів зведені у підрід Neotamias, в якому виділяють кілька «видових груп».

## Розповсюдження
Сибірський бурундук водиться на територіях Європи та Азії від Кіровської області та Республіки Комі (Росія), що є західною межею його ареалу, до верхів'їв р. Анадир, Сахаліну та Курильських островів на сході (на півострові Камчатка відсутній). Південна межа ареалу проходить через Татарстан, південний Урал, північно-східний Казахстан, північну Монголію, центральний Китай та острів Хонсю (Японія).
В Північній Америці смугастий (або східноамериканський) бурундук (Tamias striatus) населяє схід США та південний схід Канади; види підроду Neotamias розповсюджені в західній частині континенту, від річок Юкон та Макензі в Канаді, до Каліфорнії та Мексиканських штатів Дюранго та Сонора (див. карту [Архівовано 10 жовтня 2006 у Wayback Machine.]).
Бурундук зустрічається також на Шрі-Ланці.
На території України види роду бурундук не зустрічаються.

## Спосіб життя

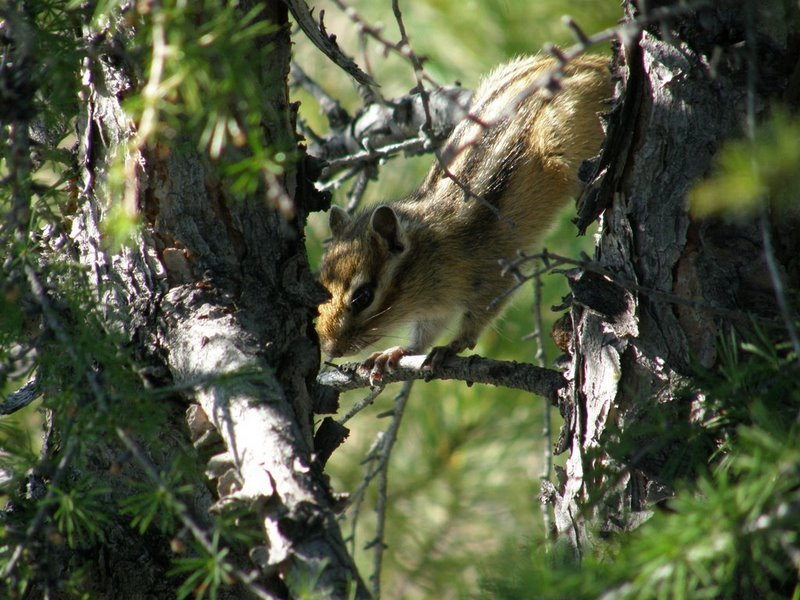
Сибірський бурундук в звичному середовищі. Колима, 2007 рік.

Бурундуки живуть в хвойних та мішаних лісах (у чисто широколистяних зазвичай відсутні), віддаючи перевагу узліссям, зарослим вирубкам з галявинами, вітровалам та захламленням; на півночі ареалу зустрічаються в лісотундрі, на півдні — в лісостепу та, на Американському континенті, в сухих чагарниках. Тварини найактивніші вранці та ввечері, але ведуть активне життя також протягом всього світлового дня. Сліди бурундука схожі на сліди вивірки та політухи, але менші за розміром; відбитки передніх лап чотирипалі, задніх — п'ятипалі.

### Соціальна організація
Всі бурундуки є територіальними видами, з територією площею від 0,04 до 1,5 га. Ці індивідуальні ділянки можуть значно перекриватися; але кожна тварина в межах своєї ділянки має так звану «зону домінування», що охоплює нору та її найближчі околиці: з цієї зони хазяїн нори проганяє всіх інших бурундуків, і навпаки, опинившись у зоні домінування іншого бурундука, звичайно намагається полишити його ділянку якнайшвидше. Загалом, розмір особистої території в бурундуків залежить від кількості їжі (при її малій кількості територія розширюється); окрім того, у дорослих тварин індивідуальна територія звичайно більша, ніж у молодих, а у самців більша, ніж у самок.

### Харчування

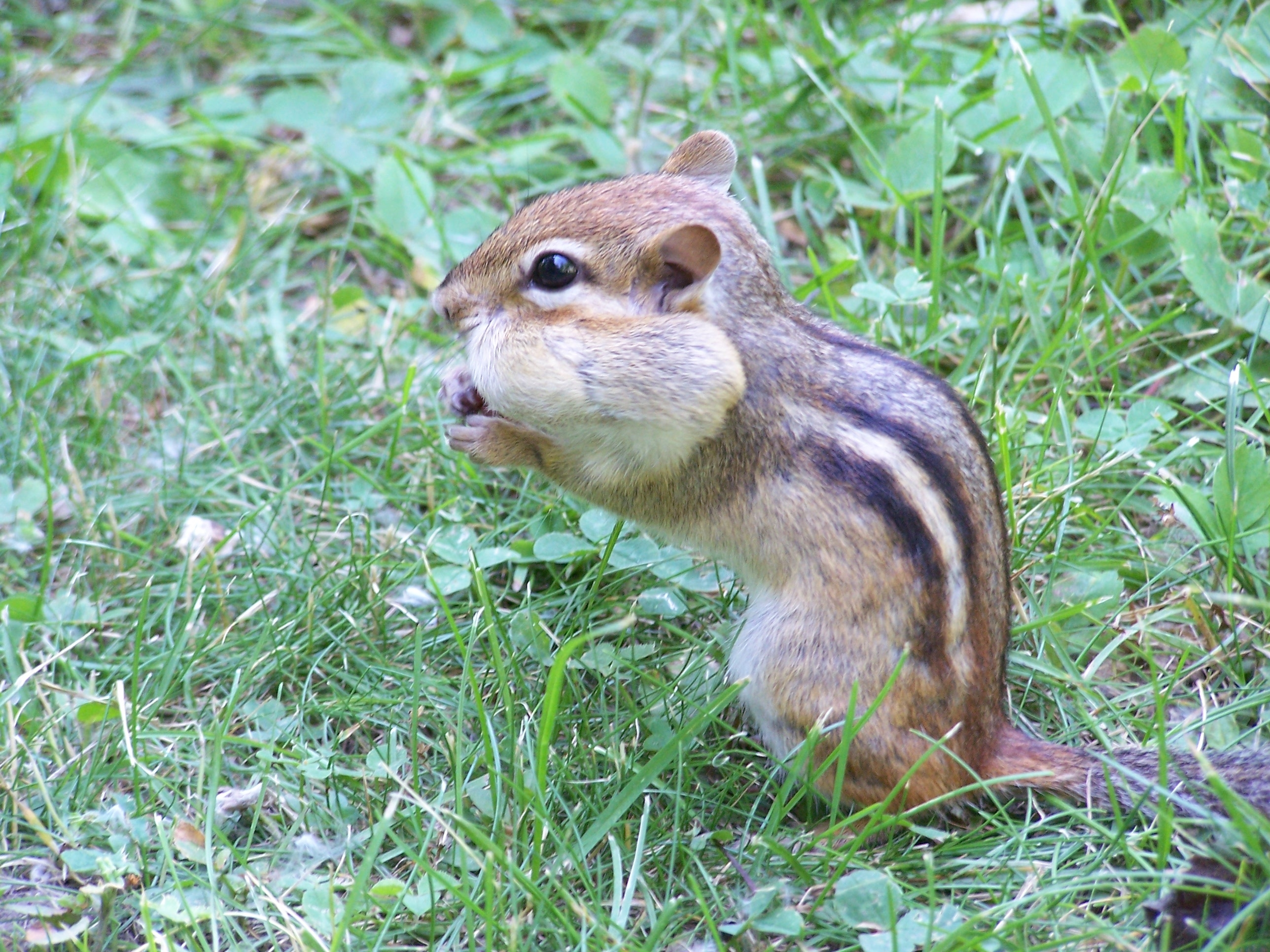
Бурундук східний з наповненими защічними мішками

Бурундуки живляться переважно насінням; у шпилькових лісах віддають перевагу насінню ялин і кедрів, від врожаю якого великою мірою залежить їхнє виживання взимку. Навесні бурундуки старанно відшукують у лісовій підстилці будь-яке насіння, що лишилось з минулої осені. З огляду на значну обмеженість такого трофічного ресурсу, тварини в цей період вдаються до живлення молодим листям та пагонами. Окрім того, протягом всього року, поряд з насінням, бурундуки можуть споживати також комах, земляних черв'яків, квіти, ягоди, фрукти, гриби, лишайники, а в деяких випадках — навіть пташині яйця та падло. Трапляються повідомлення, що бурундуки полювали на птахів та дрібних ссавців.
Лущачи шишки, бурундук обгризає їхні луски до половини, а не до основи, як це роблять вивірки.
На зиму бурундуки запасають до 5 кг відбірного насіння; загалом, більшу частину дня ці тварини проводять, збираючи їстівне насіння та розносячи його на свої «склади». Збираючи їжу, бурундук кладе її (особливо тверде насіння) в защічні мішки, які можуть значно розтягуватись. При цьому, попередньо, за допомогою довгих спрямованих вперед різців тварина вилущує насіння із стручків, бобів, та складних плодів інших типів. Коли защічні мішки заповнюються, бурундук складає назбиране насіння в житловій норі або закопує в неглибокі ямки в ґрунті, прикриваючи їх ґрунтом, листям, гілочками, та іншим лісовим опадом.

### Нори

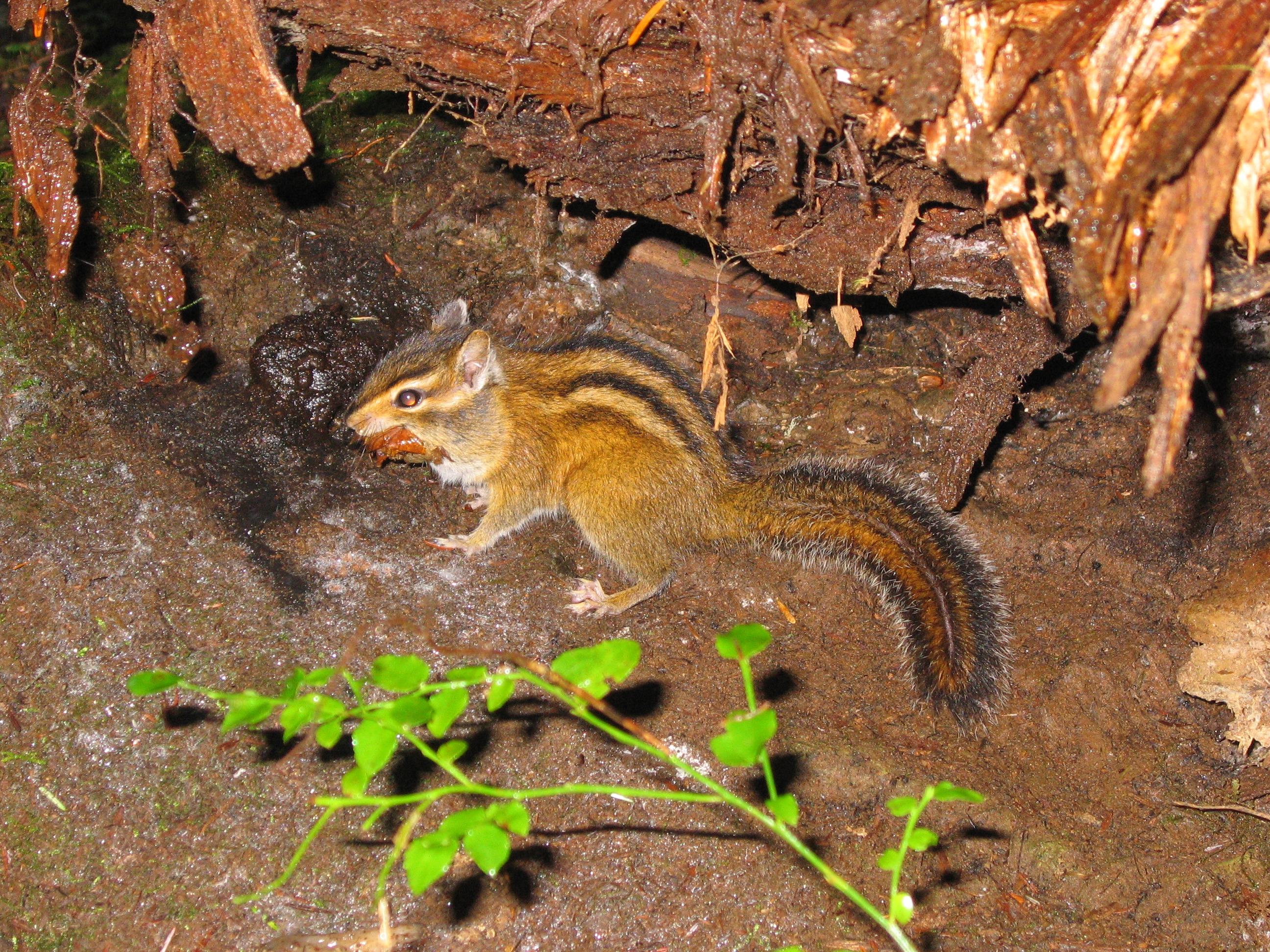
Бурундук малий біля входу в нору

Більшість бурундуків риє нору тунельного або тунельно-камерного типу, вхід до якої звичайно добре замаскований під камінням, у чагарнику або під поваленими деревами. Кілька видів, що живуть у західній частині Північної Америки, проводять велику частину дня у кронах дерев і часом можуть влаштовувати гнізда в дуплах. У західноамериканських бурундуків нора зазвичай складається з нерозгалуженого тунелю, що йде вниз під кутом до глибини 45-85 см, і закінчується сферичною гніздовою камерою, приблизно 15 см у діаметрі. В цій камері бурундук будує гніздо з використанням теплоізолюючих матеріалів (сухої трави, пір'я, шерсті, пухнастих оболонок насіння деяких рослин, і т.ін.). Насіння та горіхи при цьому складаються в задній частині камери та під підстилкою, і споживаються протягом холодної пори року. У сибірського бурундука нори звичайно глибші (50-150 см), основний тунель може робити 2-3 повороти, а в гніздах, де вирощується потомство, бувають ще 2-3 додаткові камери з запасами їжі; також сибірські бурундуки, на відміну від американських, часто влаштовують в гнізді короткі бічні відгалуження, які використовуються для випорожнення.

### Сплячка
Для всіх видів бурундуків характерна зимова сплячка, навіть в найпівденніших частинах їхнього ареалу. Близько середини липня тварини починають збирати та складати в норі велику кількість насіння та горіхів, пристосованих до тривалого зберігання. Приблизно в жовтні кожен бурундук запасає достатньо їжі для живлення протягом зими.
Після настання холодів бурундуки припиняють з'являтись на поверхні землі. Наразі в різних джерелах існують розбіжності щодо протікання їхньої зимової сплячки. Відповідно до однієї точки зору, тварини відразу впадають до торпору. Періоди торпору тривають від одного до восьми днів, а часом і більше. Між ними тварина прокидається та живиться запасеною їжею, при цьому іноді з'являючись на поверхні землі в теплі сонячні зимові дні. Згідно з іншою точкою зору, бурундук не впадає у сплячку до тих пір, поки не використає всі наявні запаси їжі. Навесні самці пробуджуються зазвичай десь на тиждень раніше за самок.

## Розмноження
Парування бурундуків відбувається навесні, через 2-3 тижні після прокидання звірів після сплячки. Кілька самців можуть намагатись паруватись з однією самкою, і кожен із самців може паруватись більш ніж з однією самицею протягом шлюбного сезону.
Вагітність триває близько 30 діб. Народжується від двох до шести дитинчат, які доглядаються без допомоги самця. Звичайно бурундуки розмножуються один раз на рік, але в Північній Америці, у теплі та врожайні на корм роки, іноді трапляються другі виводки, народжені восени.
Бурундуки народжуються голими та сліпими, вагою близько трьох грамів. Шерсть пробивається близько десятого дня від народження, вуха та очі відкриваються приблизно через місяць. У віці близько семи тижнів молодь починає залишати нору в пошуках їжі. Розміру дорослих тварин бурундуки досягають наприкінці вересня, а статевої зрілості — наступної весни (деяка кількість тварин приступають до розмноження лише на третьому році життя).

## Лімітуючі фактори

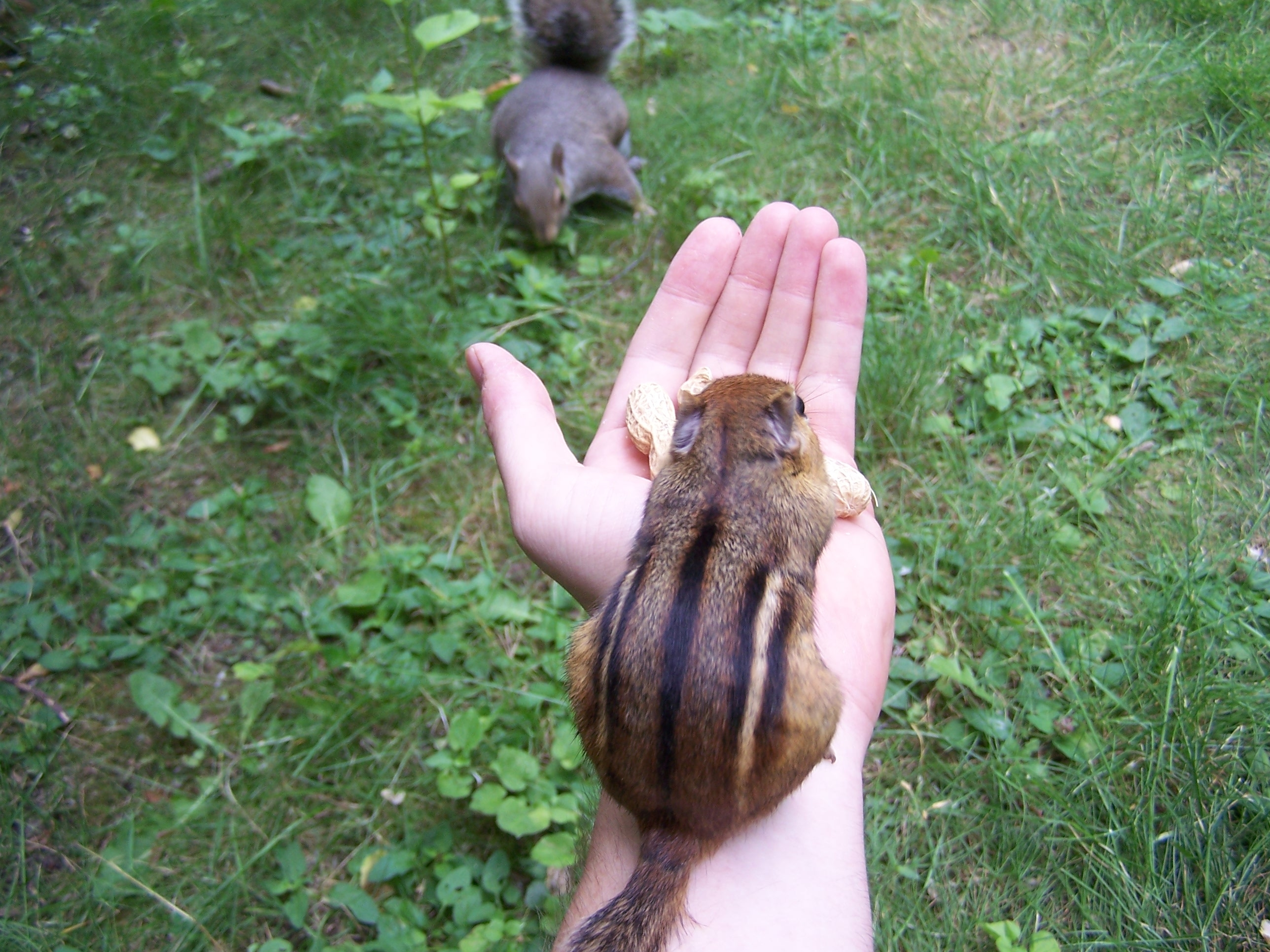
Розмір бурундука відносно людської долоні. На задньому плані - вивірка.

Кількість бурундуків в певній місцевості звичайно не має значних коливань з року в рік, але іноді спостерігаються локальні зниження щільності популяції, аж до майже повного зникнення.
Хижаки, що полюють (або можуть полювати) на бурундуків, є досить численними. Це яструби, ласки та інші куницеві, лисиці, койоти, змії. Зрідка бурундуки стають жертвами сов, але цьому звичайно перешкоджає денний спосіб життя бурундуків. Тим не менше, щільність популяції, характерна для бурундуків, не може забезпечити живлення жодного з перерахованих хижаків, тож ніхто з них не спеціалізується на бурундуках як на основному трофічному об'єкті.
В урбанізованих районах бурундуки стають жертвами свійських та здичавілих кішок та псів, а також доволі часто гинуть на дорогах.
Самці бурундука можуть завдати один одному серйозних поранень при сутичках за самку. Самиці нападають на інших бурундуків, відганяючи їх від гнізда. Окрім того, поранення бувають при конфліктах за територію і трофічні ресурси як між бурундуками, так і між ними та більшими тваринами, що займають схожу екологічну нішу (наприклад, вивіркою).
Популяції бурундуків також регулюються врожаєм кормових рослин, хворобами та паразитами (личинки оводів, пласкі черви, блохи, кліщі); тим не менше, масштабні епізоотії серед бурундуків невідомі — можливо, з огляду на відносно низьку (порівняно з іншими гризунами) цільність популяцій.
Тривалість життя бурундуків в природі складає в середньому 2-3 роки, в неволі — 5-8 років.

## Значення для природи й людини
Бурундуки відіграють важливу роль в розповсюдженні насіння дерев та чагарників, розносячи його по своїх трофічних запасниках. У випадку великої чисельності бурундуків вони можуть перешкоджати відновленню таких порід, як ялина або сосна, виїдаючи їхнє насіння.

## Охоронні категорії
Жоден з видів бурундуків не вважається таким, що є під загрозою зникнення; всі вони досить непогано пристосовуються до існування в антропогенному ландшафті поряд з людськими оселями. До Червоного Списку МСОП більшість видів бурундуків занесена як такі, що знаходяться під незначною загрозою.